# Paweł Boretti
Paweł Boretti (ur. 1797 w Kudziago we Włoszech, zm. 5 marca 1831 w Warszawie) – polski pisarz.

## Życiorys
Uczył się w zakładzie księży pijarów. W marcu 1817 r. w wieku 19 lat zapisał się na Wydział Nauk i Sztuk Pięknych Królewskiego Uniwersytetu Warszawskiego (nr albumu 684). Po studiach pracował jako "budowniczy warszawski". W Warszawie mieszkał przy ul. Kanonia 87.
W 1827 roku wydał w Warszawie dwutomową powieść Alfons, zakonnik trapistów.
W 1830 roku przystąpił do powstania listopadowego. Jako podporucznik 20 pułku piechoty Wojska Polskiego został śmiertelnie ranny w bitwie na polach Grochowa.
Jego portret namalowany przez Stanisława Marszałkiewicza znajduje się w Muzeum Wojska Polskiego w Warszawie, gdzie został przekazany przez rodzinę.